# Долини Гебрус
Долини Гебрус (англ. Hebrus Valles) — давня система каналів і долин південніше Granicus Vallis у квадранґлі Amenthes на Марсі, розташована на 20.8° північної широти й 125.9° східної довготи. Завдовжки 317 км, їх було названо на честь Мариці (дав.-гр. Ἕβρος, Hébros) – річки на Балканах, яка протікає Болгарією, Грецією та Туреччиною. Деякі науковці визначають долини Гебрус як канали відтоку, але їхнє походження досі залишається неоднозначним.

Долини Гебрус мають притоки, виступи та острівці, що є прикметним для ерозії потоком рідини. Подібно до Granicus Vallis, Hebrus Valles беруть початок близько до осереддя вулканічного комплексу Elysium. Перехрестя видимих на знімку каналів не є типовим для флювіальних систем, що свідчить про те, що таку систему водотоків утворила вулканічна активність. 

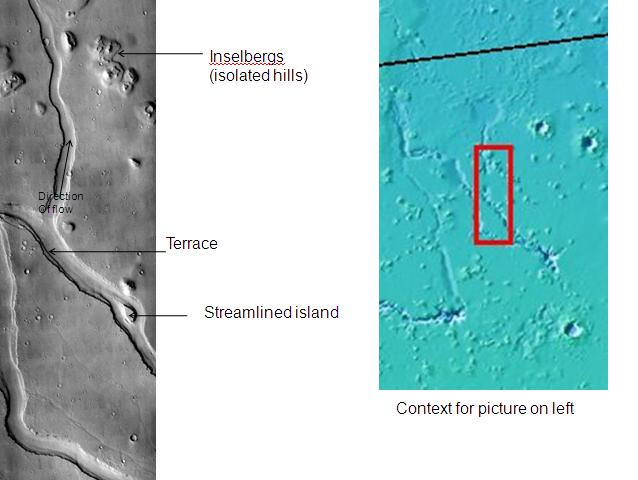
Долини Гебрус, зняті проектом THEMIS
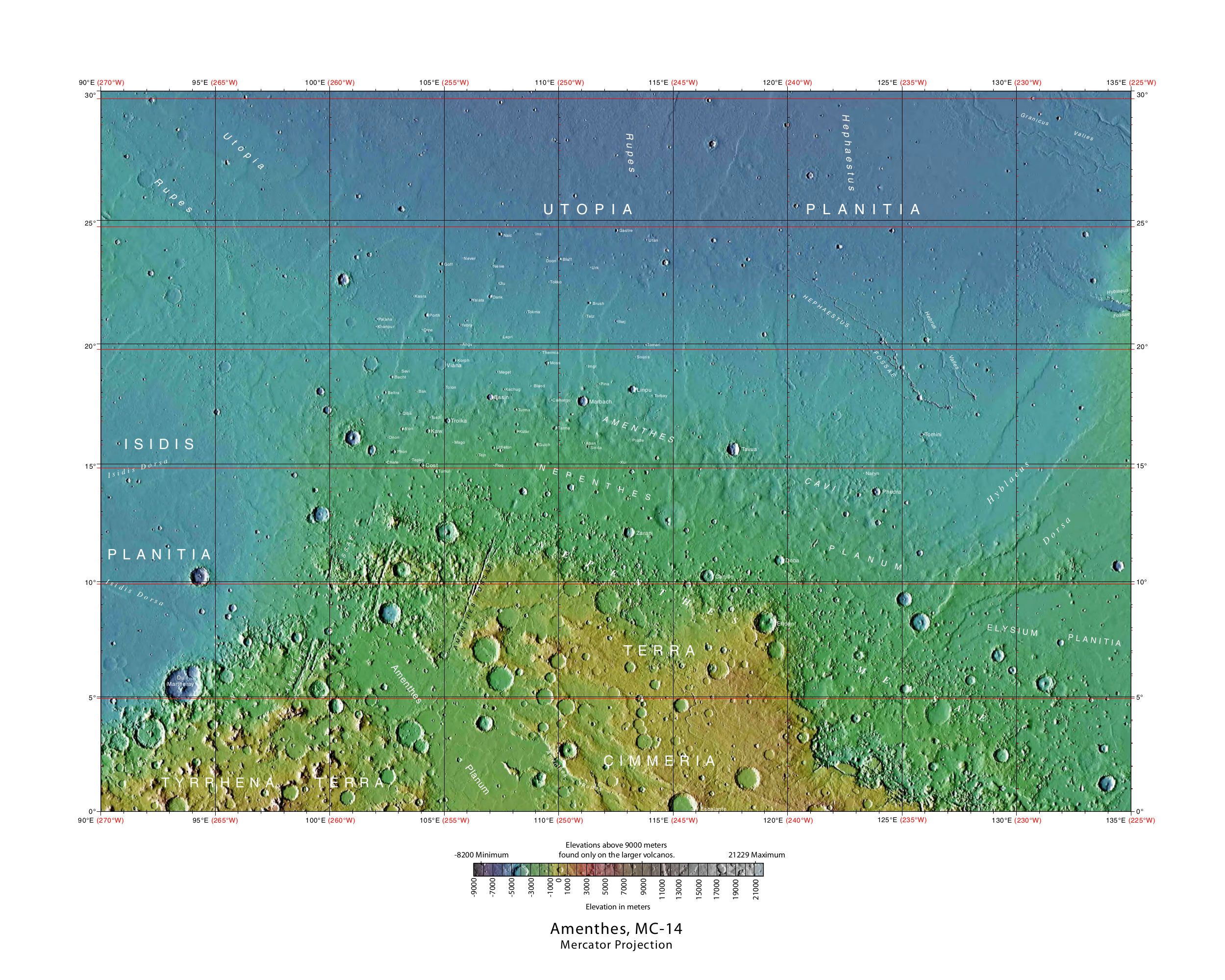
Топографічна мапа квадранґлу Amenthes
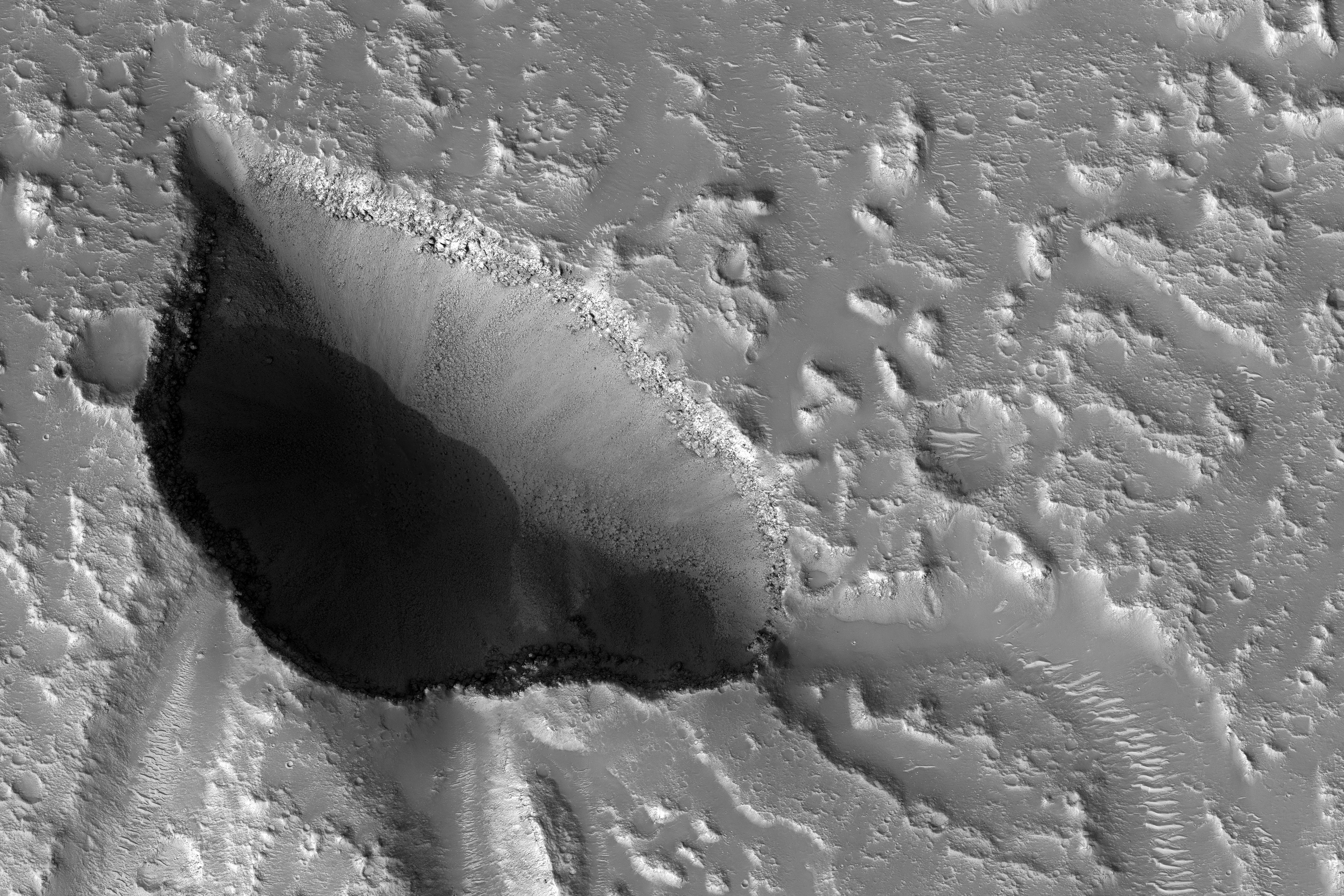
Ями й канали долин Гебрус
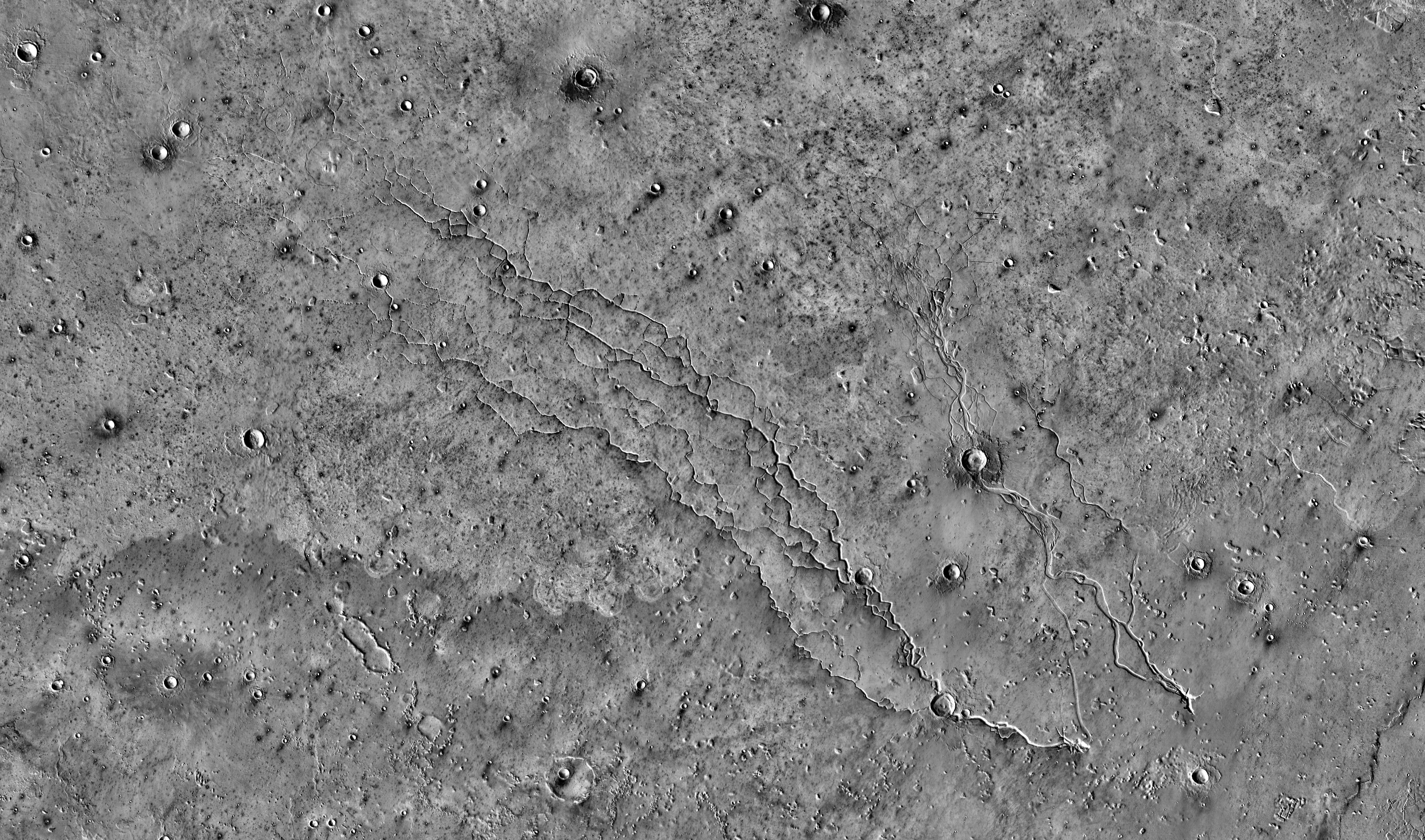
Hephaestus Fossae (лівобіч) і Hebrus Valles (правобіч)